# Premiul Oscar pentru cele mai bune decoruri
Premiul Oscar pentru cele mai bune decoruri este unul dintre premiile Oscar, acordate de „Academy of Motion Picture Arts and Sciences”. Este unul dintre premiile care se acordă încă de la prima ediție a ceremoniei. La prima ediție, denumirea oficială a categoriei a fost Premiul pentru Decorațiuni Interioare.

## Anii 1920
- 1927/28 William Cameron Menzies - The Dove și Tempest
- 1928/29 Cedric Gibbons - The Bridge of San Luis Rey

## Anii 1930
- 1929/30 Herman Rosse - King of Jazz
- 1930/31 Max Ree - Cimarron
- 1931/32 Gordon Wiles - Transatlantic
- 1932/33 William S. Darling - Cavalcade
- 1934 Cedric Gibbons, Fredric Hope - The Merry Widow
- 1935 Richard Day - The Dark Angel
- 1936 Richard Day - Dodsworth
- 1937 Stephen Goosson - Lost Horizon
- 1938 Carl J. Weyl - The Adventures of Robin Hood
- 1939 Lyle Wheeler - Pe aripile vântului

## Anii 1940
Din 1940, au fost acordate premii diferite pentru filmele alb-negru și pentru cele color.
- 1940 Alb-negru Cedric Gibbons, Paul Groesse - Pride and Prejudice
- 1940 Color Vincent Korda - Hoțul din Bagdad
- 1941 Alb-negru Richard Day, Nathan H. Juran, Thomas Little - How Green Was My Valley
- 1941 Color Cedric Gibbons, Urie McCleary, Edwin B. Willis - Blossoms in the Dust
- 1942 Alb-negru Richard Day, Joseph Wright, Thomas Little - This Above All
- 1942 Color Richard Day, Joseph Wright, Thomas Little - My Gal Sal
- 1943 Alb-negru James Basevi, William S. Darling, Thomas Little - The Song of Bernadette
- 1943 Color Alexander Golitzen, John B. Goodman, Russell A. Gausman, Ira S. Webb - Phantom of the Opera
- 1944 Alb-negru Cedric Gibbons, William Ferrari, Paul Huldschinsky, Edwin B. Willis - Gaslight
- 1944 Color Wiard Ihnen, Thomas Little - Wilson
- 1945 Alb-negru Wiard Ihnen, A. Roland Fields - Blood on the Sun
- 1945 Color Hans Dreier, Ernst Fegte, Samuel M. Comer - Frenchman's Creek
- 1946 Alb-negru William S. Darling, Lyle Wheeler, Thomas Little, Frank E. Hughes - Anna and the King of Siam
- 1946 Color Cedric Gibbons, Paul Groesse, Edwin B. Willis - The Yearling
- 1947 Alb-negru John Bryan, Wilfred Shingleton - Great Expectations
- 1947 Color Alfred Junge - Black Narcissus
- 1948 Alb-negru Roger K. Furse, Carmen Dillon - Hamlet
- 1948 Color Hein Heckroth, Arthur Lawson - The Red Shoes
- 1949 Alb-negru Harry Horner, John Meehan, Emile Kuri - The Heiress
- 1949 Color Cedric Gibbons, Paul Groesse, Edwin B. Willis, Jack D. Moore - Little Women

## Anii 1950
- 1950 Alb-negru Hans Dreier, John Meehan, Samuel M. Comer, Ray Moyer - Sunset Boulevard
- 1950 Color Hans Dreier, Walter Tyler, Samuel M. Comer, Ray Moyer - Samson and Delilah
- 1951 Alb-negru Richard Day, George James Hopkins - Un tramvai numit dorință
- 1951 Color Cedric Gibbons, E. Preston Ames, Edwin B. Willis, Keogh Gleason - An American in Paris
- 1952 Alb-negru Cedric Gibbons, Edward Carfagno, Edwin B. Willis, Keogh Gleason - The Bad and the Beautiful
- 1952 Color Paul Sheriff, Marcel Vertes - Moulin Rouge
- 1953 Alb-negru Cedric Gibbons, Edward Carfagno, Edwin B. Willis, Hugh Hunt - Julius Caesar
- 1953 Color Lyle Wheeler, George W. Davis, Walter M. Scott, Paul S. Fox - The Robe
- 1954 Alb-negru Richard Day - On the Waterfront
- 1954 Color John Meehan, Emile Kuri - 20,000 Leagues Under the Sea
- 1955 Alb-negru Hal Pereira, Tambi Larsen, Samuel M. Comer, Arthur Krams - The Rose Tattoo
- 1955 Color William Flannery, Jo Mielziner, Robert Priestley - Picnic
- 1956 Alb-negru Cedric Gibbons, Malcolm F. Brown, Edwin B. Willis, F. Keogh Gleason - Somebody Up There Likes Me
- 1956 Color Lyle R. Wheeler, John DeCuir, Walter M. Scott, Paul S. Fox - The King and I

Din 1957 a fost acordat un singur premiu la această categorie.
- 1957 Ted Haworth, Robert Priestley - Sayonara
- 1958 William A. Horning, E. Preston Ames, Henry Grace, F. Keogh Gleason - Gigi

Din 1959, categoria a fost din nou împărțită în două.
- 1959 Alb-negru Lyle R. Wheeler, George W. Davis, Walter M. Scott, Stuart A. Reiss - Jurnalul Annei Frank
- 1959 Color William A. Horning, Edward Carfagno, Hugh Hunt - Ben-Hur

## Anii 1960
- 1960 Alb-negru Alexander Trauner, Edward G. Boyle - The Apartment
- 1960 Color Alexander Golitzen, Eric Orbom, Russell A. Gausman, Julia Heron - Spartacus
- 1961 Alb-negru Harry Horner, Gene Callahan - The Hustler
- 1961 Color Boris Leven, Victor A. Gangelin - West Side Story
- 1962 Alb-negru Alexander Golitzen, Henry Bumstead, Oliver Emert - To Kill a Mockingbird
- 1962 Color John Box, John Stoll, Dario Simoni - Lawrence of Arabia
- 1963 Alb-negru Gene Callahan - America America
- 1963 Color John DeCuir, Jack Martin Smith, Hilyard Brown, Herman Blumenthal, Elven Webb, Maurice Pelling, Boris Juraga, Walter M. Scott, Paul S. Fox, Ray Moyer - Cleopatra
- 1964 Alb-negru Vassilis Fotopoulos - Zorba Grecul
- 1964 Color Gene Allen, Cecil Beaton, George James Hopkins - My Fair Lady
- 1965 Alb-negru Robert Clatworthy, Joseph Kish - Corabia nebunilor
- 1965 Color John Box, Terence Marsh, Dario Simoni - Doctor Zhivago
- 1966 Alb-negru Richard Sylbert, George James Hopkins - Who's Afraid of Virginia Woolf?
- 1966 Color Jack Martin Smith, Dale Hennesy, Walter M. Scott, Stuart A. Reiss - Fantastic Voyage

Din 1967, categoria a revenit la un singur premiu.
- 1967 John Truscott, Edward Carrere, John W. Brown - Camelot
- 1968 John Box, Terence Marsh, Vernon Dixon, Ken Muggleston - Oliver!
- 1969 John Decuir, Jack Martin Smith, Herman Blumenthal, Walter M. Scott, George Hopkins, Raphael Bretton - Hello, Dolly!

## Anii 1970
- 1970 Urie McCleary, Gil Parrondo, Antonio Mateos, Pierre-Louis Thevenet - Patton
- 1971 John Box, Ernest Archer, Jack Maxsted, Gil Parrondo, Vernon Dixon - Nicholas and Alexandra
- 1972 Rolf Zehetbauer, Jurgen Kiebach, Herbert Strabel - Cabaret
- 1973 Henry Bumstead, James W. Payne - The Sting
- 1974 Dean Tavoularis, Angelo Graham, George R. Nelson - Nașul: Partea a II-a
- 1975 Ken Adam, Roy Walker, Vernon Dixon - Barry Lyndon
- 1976 George Jenkins, George Gaines - All the President's Men
- 1977 John Barry, Norman Reynolds, Leslie Dilley, Roger Christian - Războiul stelelor
- 1978 Paul Sylbert, Edwin O'Donovan, George Gaines - Heaven Can Wait
- 1979 Philip Rosenberg, Tony Walton, Edward Stewart, Gary Brink - All That Jazz

## Anii 1980
- 1980 Pierre Guffroy, Jack Stephens - Tess
- 1981 Norman Reynolds, Leslie Dilley; Michael D. Ford - Raiders of the Lost Ark
- 1982 Stuart Craig, Robert W. Laing; Michael Seirton - Gandhi
- 1983 Anna Asp, Susanne Lingheim - Fanny and Alexander
- 1984 Patrizia von Brandenstein, Karel Cerný - Amadeus
- 1985 Stephen Grimes, Josie Macavin - Out of Africa
- 1986 Gianni Quaranta, Brian Ackland-Snow, Brian Savegar, Elio Altamura - A Room with a View
- 1987 Ferdinando Scarfiotti, Bruno Cesari, Osvaldo Desideri - The Last Emperor
- 1988 Stuart Craig, Gerard James - Dangerous Liaisons
- 1989 Anton Furst, Peter Young - Batman

## Anii 1990
- 1990 Richard Sylbert, Rick Simpson - Dick Tracy
- 1991 Dennis Gassner, Nancy Haigh - Bugsy
- 1992 Luciana Arrighi, Ian Whittaker - Howards End
- 1993 Allan Starski, Ewa Braun - Lista lui Schindler
- 1994 Ken Adam, Carolyn Scott - The Madness of King George
- 1995 Eugenio Zanetti - Restoration
- 1996 Stuart Craig, Stephanie McMillan – The English Patient
- 1997 Peter Lamont, Michael D. Ford – Titanic
- 1998 Martin Childs, Jill Quertier – Shakespeare îndrăgostit
- 1999 Rick Heinrichs, Peter Young – Sleepy Hollow

## Anii 2000
- 2000 Tim Yip – Crouching Tiger, Hidden Dragon
- 2001 Catherine Martin, Brigitte Broch – Moulin Rouge!
- 2002 John Myhre, Gordon Sim – Chicago
- 2003 Grant Major, Dan Hennah și Alan Lee – The Lord of the Rings: The Return of the King
- 2004 Dante Ferretti, Francesca Lo Schiavo – The Aviator
- 2005 John Myhre, Gretchen Rau – Memoirs of a Geisha
- 2006 Eugenio Caballero, Pilar Revuelta – Pan's Labyrinth
- 2007 Dante Ferretti, Francesca Lo Schiavo – Sweeney Todd: The Demon Barber of Fleet Street
- 2008 Donald Graham Burt, Victor J. Zolfo – The Curious Case of Benjamin Button
- 2009 Rick Carter, Robert Stromberg, Kim Sinclair – Avatar

## Anii 2010
- 2010 Robert Stromberg, Karen O'Hara - Alice in Wonderland
- 2011 Dante Ferretti, Francesca Lo Schiavo - Hugo
- 2012 Rick Carter, Jim Erickson - Lincoln
- 2013 Catherine Martin, Beverley Dunn - Marele Gatsby
- 2014 Adam Stockhausen, Anna Pinnock - The Grand Budapest Hotel
- 2015 Colin Gibson, Lisa Thompson - Mad Max: Fury Road
- 2016 David Wasco, Sandy Reynolds-Wasco - La La Land
- 2017 Paul D. Austerberry, Shane Vieau și Jeff Melvin - The Shape of Water
- 2018 Hannah Beachler și Jay Hart - Black Panther
- 2019 Barbara Ling și Nancy Haigh – Once Upon a Time in Hollywood

## Anii 2020
- 2020/21 Donald Graham Burt și Jan Pascale – Mank
- 2022 Patrice Vermette și Zsuzsanna Sipos – Dune
- 2022 Christian M. Goldbeck și Ernestine Hipper – Nimic nou pe frontul de vest
- 2023 design de producție: James Price și Shona Heath; decoruri: Zsuzsa Mihalek – Sărmane creaturi
- 2024 design de producție: Nathan Crowley; decoruri: Lee Sandales  – Vrăjitoarele